# Il bosco dei perché/Il gioco delle parole
Il bosco dei perché/Il gioco delle parole è il decimo singolo de I Piccoli Cantori di Milano, pubblicato dalla Philips (catalogo 6025 199) nel 1978.

## I brani

### Il bosco dei perché
Il bosco dei perché (titolo originale: Dune Fabeltjeskrant), presente sul lato A del disco, è la sigla del programma televisivo La fiaba quotidiana. Ed è il brano scritto da Leo Valeriano (per l'adattamento in italiano), Leen Valkenier (per il testo originale, in olandese) e Ruud Bos (per la musica). La collaborazione è di Nino Dal Fabbro, doppiatore italiano del gufo.

### Il gioco delle parole
Il gioco delle parole, presente sul lato B del disco, è il brano scritto da Leo Valeriano (testo) e Sergio Parisini (musica).

## Tracce

### Lato A
1. Il bosco dei perché (Dune Fabeltjeskrant) – 2:49

### Lato B
1. Il gioco delle parole – 3:21

## Staff artistico
- I Piccoli Cantori di Milano – diretti da Niny Comolli
- Sergio Parisini – direzione orchestrale